# Скульптура інків

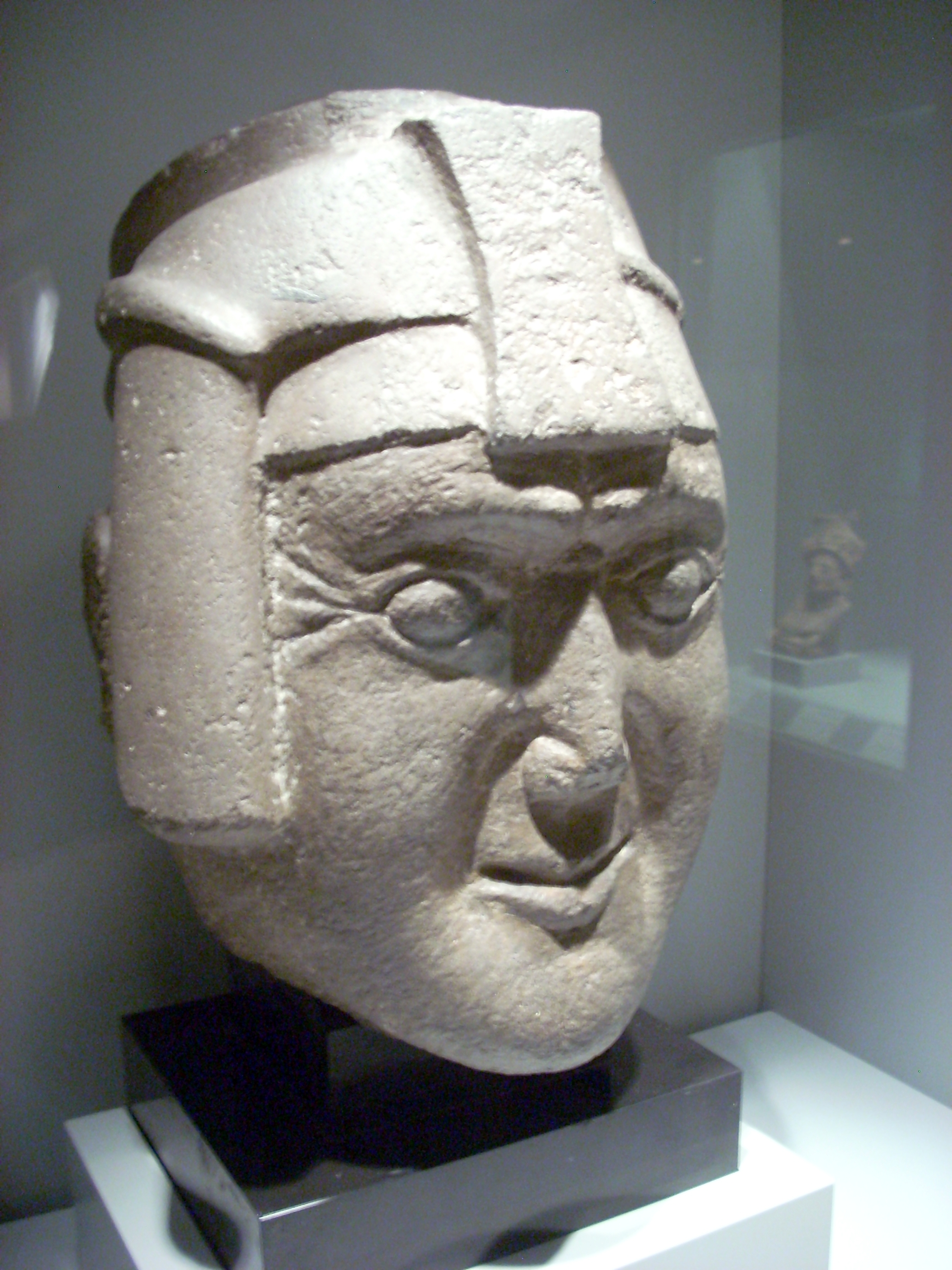
Голова Віракочі

Скульптура інків — комплекс технік, що практикувалися серед майстрів-камайоків за часи існування імперії інків Тауантінсую, для створення з золота, срібла, каменя, деревини людських фігур (переважно божеств), тварин та птахів. Зазнала впливу культур Тіуанако та Чавін, проте розвинула власний стиль, який зрештою в багато в чому став відрізнятися від цих давніх андських скульптурних традицій. Більшість зразків було знищено іспанськими конкістадорами в ході підкорення цієї держави.

## Характеристика
На сьогодні важко визначити тенденції в розвитку інкської скульптури, оскільки більшість її зразків було знищено під час вторгнення іспанських конкістадорів, в процесу остаточного підкорення інків та підвладних їм народів, а також християнізації цього регіону.
Оскільки значна частина статуй були зображеннями божеств, яким поклонялися інки та мешканці імперії, то їх борці з ідолопоклонством переважно розбивали молотами. Статуї та скульптури з дорогоцінного металу в переважній більшості були переплавлені конкістадорами. Зображення інкських божеств знищувалися настільки старанно і послідовно, що тепер практично невідомо, як вони в точності виглядали. Збереглися лише невеличкі фігурки, які зберігалися у могильниках та гробницях, були підношенням богам Нижнього світу.
Втім скульптури також могли постраждати під час запеклої та тривалої війни за владу між братами Атауальпою та Уаскаром, а слідом за тим під час захоплення Куско Атауальпою.
Головним замовником творів був верховний володар — Сапа Інка. відповідно до смаків правлячого володаря створювалися скульптури, статуї, різні фігури. Авторитарний характер імперії позначався й на скульптурних витворах. Вони були переважно стандартизовані, в кожному храмі Сонця або Віракочі були зображення божеств подібні до статуй столиці держави — Куско. Інки тяжіли до простих, спрощених форм, своєрідної геометричної схематизації, скульптурний стиль нагадував кубізм.

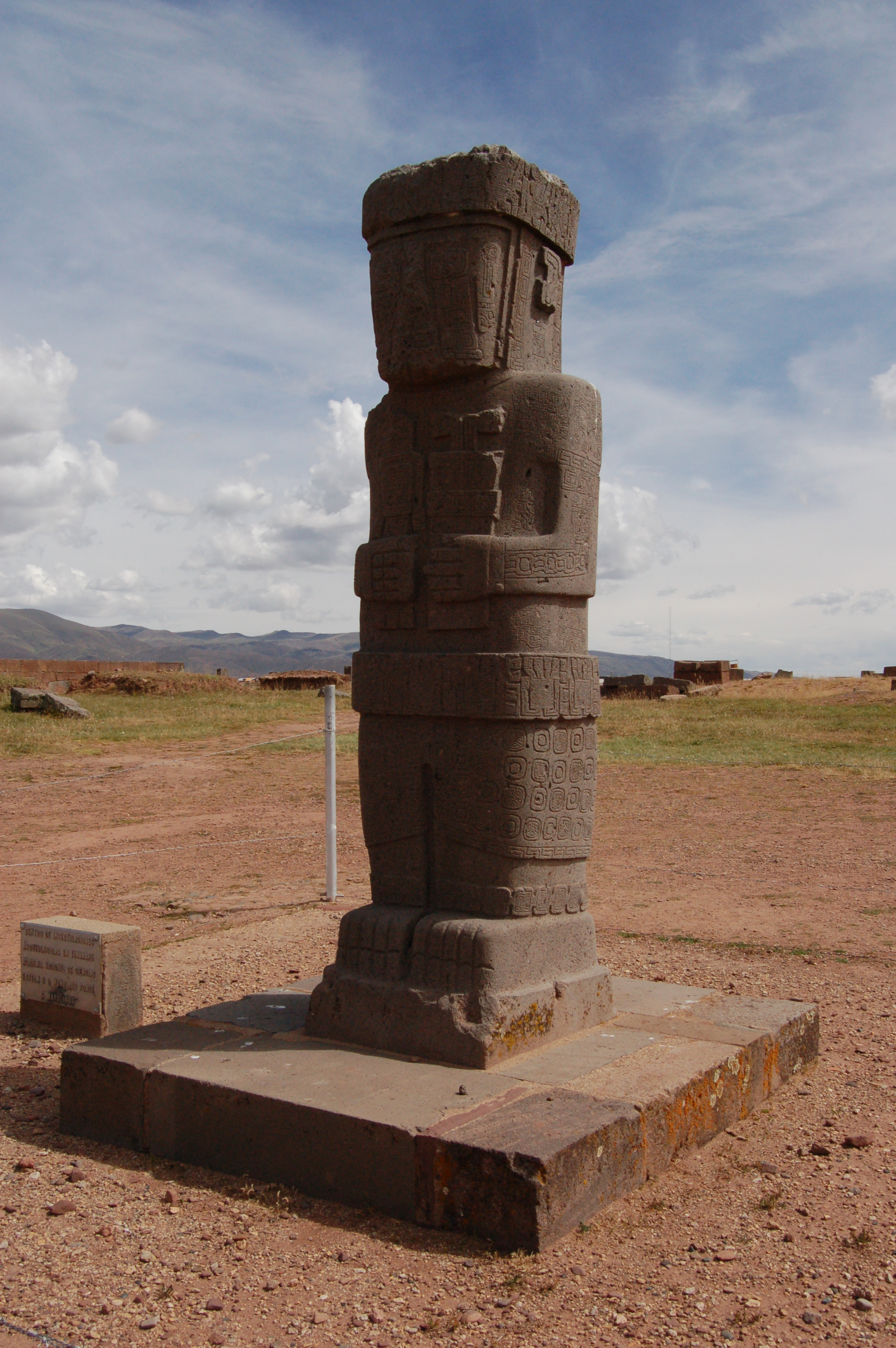
Інкське божество. Тіуанако

Скульптури носили перш за все релігійний характер. Тому розташовувалися у храмах або поблизу великих святилищ. За свідченнями хроністів скульптури богів та Сапа Інки, його родичів могли розташовуватися також у палацах володаря імперії. Скульптурами прикрашали лазні та місця біля мінеральних теплих вод, де полюбляли проводити час правителі інків разом із своїм почтом.
В громадах та сільських поселеннях ставили грубі кам'яні або дерев'яні ідоли, що зображували переважно духів-охоронців (уака). Втім вони також зазнали нищівної руйнації.

## Вироби

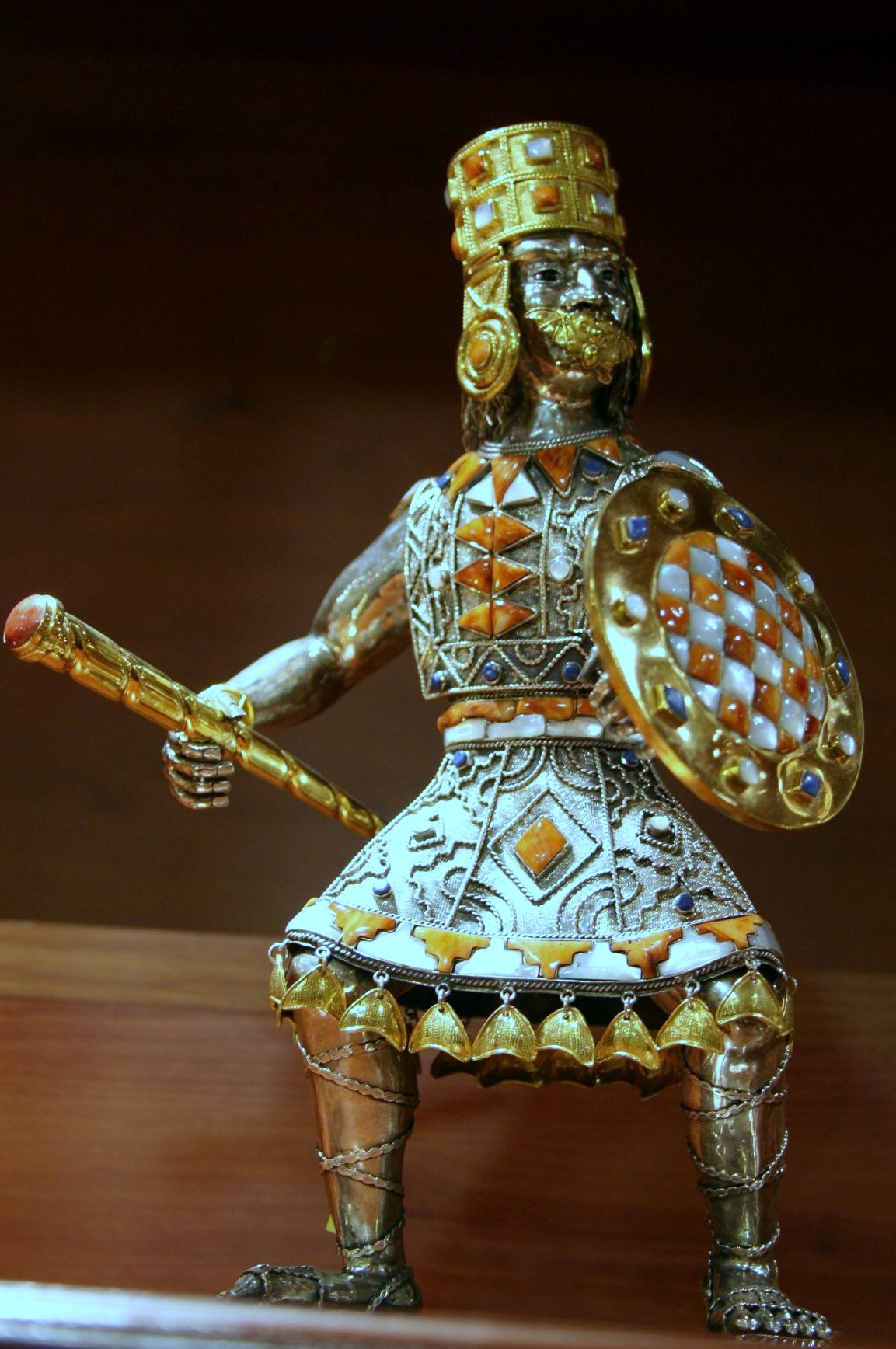
Ультіс вояка

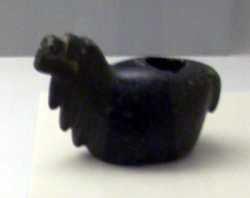
Скульптура тварини

Інкська скульптура поділялася на три види: людиноподібна (антропоморфна), зображення представників тваринного світу (зооморфна) та зображення рослин (фітоморфна). До першого типу відносилися зображення у повний людський зріст, або зменшена копія -ультіс та аукенід (від 10 до 30 см). 
До другого — фігури диких тварин, переважно пум та ягуарів, птахів, зокрема кондора, а також змій. Серед свійських тварин — альпак та вікуньї, що вважалися благородними, а також лам. Останній вид відображав священні результати землеробства, оскільки останнє була ключовою галуззю економіки імперії. Тому створювали золоті початки кукурудзи, а також різних фруктів та рослин. Ймовірно їх використовували під час ритуалів початку та завершення сільськогосподарських робіт.
Велику кількість золота і срібла (можливо також із платини), що знаходилися в їх розпорядженні, інки використовували для створення найбільш важливих культових зображень з додаванням коштовних каменів, зазвичай бірюзою та смарагдом.
Найвідомішим зразком інкської скульптури є зображення Інті, що знаходився у головному храмі імперії — Коріканча. Разом з іншою здобиччю зображення бога-Сонця у 1572 році було захоплено іспанськими конкістадорами, але ніхто з них не спромігся описати його досить докладно. Ґрунтуючись на уривчастих повідомленнях, відомий французький історик і етнограф П. Дювіоль доводить, що ідол з Коріканча мав людиноподібний вигляд, промені обрамляли голову і плечі фігури божества. З боків від неї розташовувалися два змії або, ймовірно, одна двоголова змія, що вигиналася зверху дугою. Праворуч і ліворуч стояли золоті пуми або ягуари.
Окрім того, інкські майстри створювали скульптури Сапа Інків, оскільки їх вважали напівбогами, синами бога-Сонця Інті. Рідше створювалися скульптури близьких родичів імператорів — матері, дружин, синів. З них відоме зображення Мами Окльо, матері імператора Уайни Капака, яке було розміщено в північній столиці імперії — Кіту.
Також скульптури робилися з каменю. Найвідомішою великою кам'яною статуєю, зробленою в інкському стилі, є постать пуми, яка колись знаходилася в Коріканча (нині міститься у музеї Куско). Інша відомою роботою з каменя є так звана голова Віракочі. Достеменно не відомо — Віракочі-боженства або Віракочі-правителя (того після смерті обожствили). Водночас збереглися монументальні скульптури інків. Серед найвідоміших — «Трон інків» у м. Саксайуаман, Священна печера та Інтіуатана в Мачу-Пікчу.